# Torkelstorp (östra delen)
Torkelstorp (östra delen) var före 2015 en av SCB avgränsad och namnsatt småort i Torkelstorp i Kungsbacka kommun. Vid 2015 års avgränsning klassades den som en del av tätorten Sätinge.